# Weekend (Ruccello)
Weekend è un dramma di Annibale Ruccello del 1983. 

## Trama
Ida, professoressa quarantenne di origine meridionale trapiantata nella periferia romana, dà ripetizioni in casa sua, dopo le lezioni scolastiche, al goffo studente Marco, figlio della fruttivendola. Terminata la lezione, per una riparazione alla caldaia -che si rivela pretestuosa -  riceve il giovane idraulico Narciso, con il quale intreccia una breve e torbida relazione, che prosegue per i due giorni seguenti. Marco, che aveva lasciato un topo di gomma sotto il tappeto per fare uno scherzo all'insegnante, ritorna a spiare dalla finestra nel corso della domenica e vede Ida e Narciso. Il lunedì pomeriggio, quando il ragazzo torna per le ripetizioni, Ida gli fa confessare di averla spiata ed ha una relazione sessuale anche con lui. La telefonata della madre di Marco causa un crollo nervoso di Ida, la quale ha (o crede di avere) ucciso i suoi giovani amanti. 

## Lo spettacolo
Ruccello, attore, regista e drammaturgo originario di Castellammare di Stabia, ha scritto la pièce nel 1983 per l'attrice Barbara Valmorin, che intervistata da Rita Picchi sulla genesi dell'opera riferisce: 
«[...] Potrei dire che in Week-end tutto il quotidiano è mio, parte della mia vita, mentre la favola, il giallo, l'ambiguità, la sospensione tra realtà e sogno e tra sogno e incubo, sono tutta farina del suo sacco.»
Si tratta di una delle opere meno rappresentate dell'autore.
Vince nel 1983 il premio Idi under 35, che prevedeva la produzione della prima messa in scena (2 novembre 1983 al Teatro dell'Orologio di Roma, con la regia di Marco Gagliardo, interpreti: Barbara Valmorin e Enrico Tricarico). Nel gennaio 1986 Ruccello ne firma la regia, con la produzione della cooperativa teatrale Il carro, debuttando al Teatro Nuovo di Napoli (Interpreti: Barbara Valmorin, Guido Corso, Mauro Negrini; musiche originali: Carlo de Nonno).
Portata in scena nel 1994 da Enrico Maria Lamanna al Festival di Todi e successivamente nel 1995 con la regia di Daniele Segre e la produzione di Emilia Romagna Teatro, se ne ricorda inoltre la regia di Luca De Bei del 2013, produzione Madira srl, interpreti: Margherita Di Rauso, Giulio Forges Davanzati, Brenno Placido.

## Fortuna critica
Enrico Fiore nel saggio Un po' voyeur, un po' poeta che precede l'edizione Ubulibri delle opere di Ruccello, sul personaggio di Ida:
(…) immagina di assassinare i suoi giovani e occasionali amanti. È il solo
modo che ha a disposizione per ribellarsi e affermarsi. (…). Nel momento in
cui, continuando quel delirio, le si affaccia alla mente il terrore d'essere
stata scoperta, Ida si rinchiude nell'armatura protettiva di un recupero della
propria cultura e del proprio dialetto originari: sotto specie del corrusco
racconto di una favola-incubo ad alta e lucidissima stratificazione
linguistica, quella della “signora cu lu zampone” che le ripeteva la mamma
quando lei, da piccola, s'intestardiva a non voler mangiare. In questo caso,
insomma, le parole non servono a sostenere (come accade con certa tradizione
drammaturgica napoletana precedente, poniamo da Eduardo Scarpetta a Eduardo De
Filippo) un impianto narrativo naturalistico di stampo borghese, ma obbediscono
alla necessità di elevare una barriera il più possibile salda (di qui, s'intende,
l'uso di un dialetto particolarmente stretto) contro la paura e la minaccia
dell'esterno di cui sopra, nella circostanza incarnate dall'ipotesi, per
l'appunto “terrificante”, di dover comunicare 
con chi (per cominciare la madre di Marco) già ha rivolto alla
professoressa domande sospettose, e, perciò, pericolose. Senza contare che la
scarpa tempestata di pietre preziose citata nella favola in questione (…)
costituisce l'evidente ed eclatante simbolo – un'autentica bandiera – della
“patria”, culturale e affettiva, strappata a tutti i “deportati” come Ida.»
(Nella prefazione di Enrico Fiore a Teatro di Annibale Ruccello)